# Great white wonder〜rare masters 1990-1996
『グレイト・ホワイト・ワンダー』（Great white wonder〜rare masters 1990-1996） は、1996年10月1日に完全限定仕様、同月10月19日に通常仕様で発売されたピチカート・ファイヴのコンピレーション・アルバム。

## 解説
本作は副題の通り、ピチカート・ファイヴが1990年の日本コロムビア移籍後、6年間に制作された楽曲の中で過去に発売されたシングルやアルバムには収録されていない未公開・未発表・レアトラックを1枚のCDに纏めた作品。
1992年から所属したレーベル・TRIADからの最後のアルバムとなった。

## 収録曲
1. きよしこの夜（1990）
  - 「8×5」（非売品プロモ盤より）
2. 私のすべて（1991）
  - 女性上位時代ズ・ヴァージョン
3. 「買物王」のテーマ（1996）
  - フジテレビ「買物王」テーマ・ソング
4. 「キッズ・チャレンジ」のテーマ（1996）
  - NHK教育テレビ「キッズ・チャレンジ」テーマ・ソング
5. Happy Birthday（1996）
  - P' PARCO 96年春のキャンペーン・ソング
6. めざめ（1995）
  - 小西康陽ヴォーカル・デモ・ヴァージョン
7. 3月生まれ（1995）
  - 夏木マリヴォーカル・ヴァージョン
8. キャット・ウォーク（st.etienne remix)（1995）
  - セイント・エティエンヌによるリミックス・ヴァージョン
9. T-FMジングル（見えるラジオ篇）（1994）
  - エフエム東京で使われたジングル
10. T-FMジングル（1994）
  - エフエム東京で使われたジングル
11. レモンのKISS（like I do）（1994）
  - 「東京テレメッセージ」CMソング
12. マイ・ネイム・イズ・ジャック（1991）
  - FM横浜「ガール・ガール・ガール」より
  - マンフレッド・マン、ムーンライダーズのカバー
13. K・I・S・S（1993）
  - 未発表デモヴァージョン
14. FRIEND & LOVER（1994）[4]
  - 観月ありさへの提供曲の野宮真貴ヴォーカル・ヴァージョン
15. スペルバウンド（1994）
  - 未発表曲
16. 何かいいことないか仔猫ちゃん（what's new pussy cat）（1993）
  - フジテレビ「WOOD」出演時のテイク
17. ミー・ジャパニーズ・ボーイ（Me,Japanese Boy）（1993）
  - フジテレビ「WOOD」出演時のテイク
18. サンキュー （CNN mix）（1991）
  - FM横浜「ガール・ガール・ガール」より
  - 本番組のためのリミックス・ヴァージョン
19. 東京は夜の七時（1995）
  - アメリカのFMラジオ局、KCRW出演時のテイク
20. きよしこの夜（1990）
  - 「8×5」（非売品プロモ盤）より